# Fermín Salvochea
Fermín Salvochea y Álvarez (Cádiz, 1 de marzo de 1842-Cádiz, 27 de septiembre de 1907) fue un político español, que llegó a ser alcalde de Cádiz y presidente de su cantón durante la Primera República. Fue uno de los principales propagadores del pensamiento anarquista en esa zona en el siglo XIX. Siendo un destacado federalista, en 1871 se afilia en la I Internacional Obrera. En 1873, durante la época del cantonalismo, fue elegido presidente del comité administrativo del Cantón de Cádiz. 
Su formación ideológica estaba influenciada por personas como Charles Bradlaugh, Owen o Paine, cuyas obras conoce durante su estancia en el Reino Unido. También se sentiría influenciado por el comunista libertario Piotr Kropotkin, de quien tradujo varias obras. En España mantuvo contactos con los pensadores anarquistas y miembros de la «Alianza» de Mijaíl Bakunin, como Anselmo Lorenzo o Francisco Mora.

## Biografía
Nació en la Plaza de las Viudas, de una familia de origen navarro. Su abuelo paterno se había establecido en Cádiz, procedente de Navarra, para dedicarse al comercio. Su madre, Pilar Álvarez, era prima de Juan Álvarez Mendizábal.
A los quince años su padre, siguiendo las tradiciones de la burguesía mercantil gaditana a la que pertenecían, le envía a Inglaterra para que se familiarice con las técnicas comerciales, permaneciendo en Londres y Liverpool cinco años. Pero al parecer se dedicó más a estudiar los problemas sociales de la época que los mercantiles. Leyó las obras de Owen, Paine y estuvo en contacto con Charles Bradlaugh. Regresa a Cádiz con veintiún años, con ansias de reformar la sociedad, influido por las doctrinas del socialismo utópico. Se hace conocer por su tolerancia y generosidad.
El joven Salvochea acogió con entusiasmo la nueva doctrina y se convirtió en ateo. Para él, el ateísmo desempeña, en general, un papel más importante que en las demás naciones. Es la condición primordial de todo movimiento libertario, el primer paso de todo libre progreso individual. España es el país clásico del clericalismo católico, el país de la Inquisición, que ha sido casi totalmente arruinado por el dominio oscurantista de la Iglesia. He ahí la razón por la que Salvochea fue durante toda su vida un propagandista radical e incansable del ateísmo. En palabras suyas dijo que "ciertos libros ejercen en determinados momentos una influencia poderosa sobre el desarrollo de un hombre: Se sabe que el primer libro que leyó Ravachol fue la novela El judío errante de Eugenio Sue. La influencia de este libro no se extinguió jamás en él, según su propia declaración. Lo mismo puedo decir de mí; viviendo en Inglaterra leí por vez primera a Thomas Paine. Sus escritos me convirtieron en internacionalista y hasta hoy día me hallo todavía bajo su influencia. 'Mi patria es el mundo, todos los hombres son mis hermanos y mi religión consiste en hacer el bien.' Estas palabras produjeron una impresión inolvidable en mí; yo buscaba en cada palabra un sentido profundo y ellas se han grabado en mi mente para siempre. Más tarde conocí a Robert Owen, quien me enseñó el ideal sublime del comunismo, y a Bredlow, que me hizo conocer los puntos de vista del ateísmo. Todo lo demás se desarrolló en mí por cuenta propia."

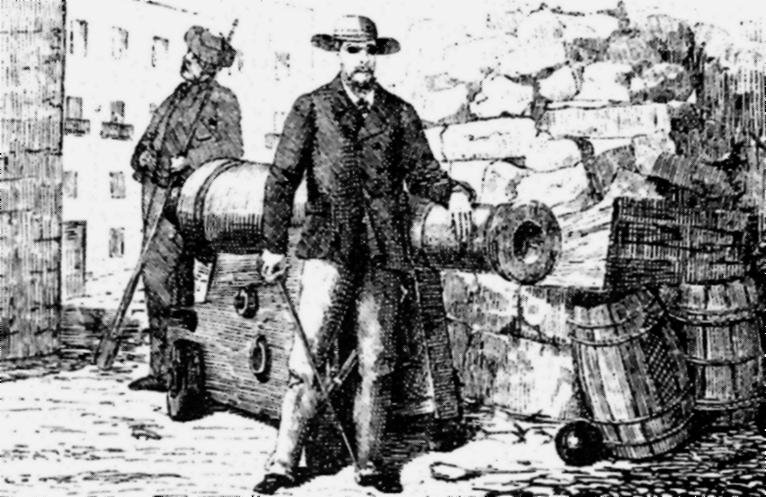
Grabado de Salvochea de 1868

Después de La Gloriosa, es nombrado jefe de uno de los batallones de los Voluntarios de la Libertad de Cádiz. Participa activamente en los sucesos del 68, por lo que es encarcelado.

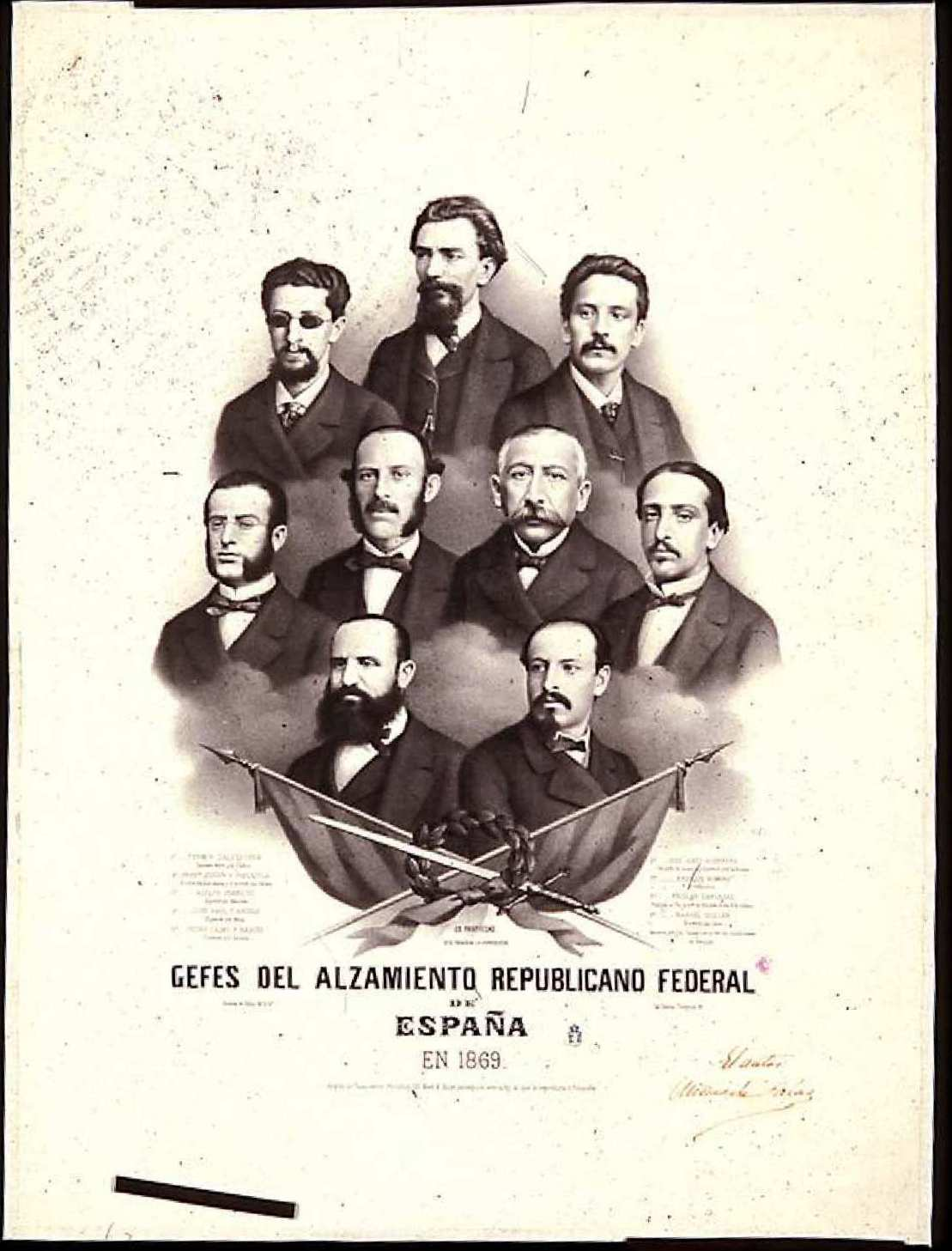
«Gefes (sic) del alzamiento republicano federal de España en 1869»: Fermín Salvochea, Francisco Suñer y Capdevila, Adolfo Joarizti, José Paúl y Angulo, Pedro Caymó y Bascós, José Antonio Guerrero Ludeña, Enrique Romero Jiménez, Froilán Carvajal, Rafael Guillén. Dibujo y litografía de Andrés de Salas. Biblioteca Nacional de España.

Puesto en libertad en 1869, organiza partidas armadas contra el gobierno en la Sierra de Cádiz, siendo derrotadas por las tropas gubernamentales, por lo que se refugia en Gibraltar. En 1871, gracias a la amnistía promulgada por Amadeo de Saboya, regresa a Cádiz. Se cree que es en esta época cuando se afilia a la Internacional, aunque sigue apoyando las ideas federalistas y republicanas.
Líder indiscutible del Cantón de Cádiz, fue alcalde de Cádiz durante la Primera República donde tomó numerosas medidas para limitar la influencia de la iglesia. Desalojó a las monjas de la Candelaria de su convento, sustituyó en las escuelas la enseñanza de "religión" por la de "moral universal", prohibiendo cualquier dogma positivo alguno. Las escuelas con nombres de santos, recibieron nuevos nombres como La Razón, La Igualdad o La Armonía. También cambiaron el nombre de las calles dedicadas a santos por otros laicos como Voltaire, Juárez, Jacobinos, etc. Se suprimieron las fiestas religiosas y se creó una fiesta cívica del advenimiento de la República Federal. Al finalizar el episodio del cantón, es apresado por las tropas del general Pavía, juzgado en Sevilla y condenado a cadena perpetua, permaneciendo varios años detenido en el Peñón de Vélez de la Gomera y en Ceuta, plazas de soberanía españolas en el norte de África. Renuncia al indulto que le ha conseguido el Ayuntamiento de Cádiz en 1883, escapándose a Marruecos. Desencantado de la vía política y del parlamentarismo, será durante sus años en presidio y en el exilio (tras su fuga, que le llevará a Francia), cuando se haga firmemente anarquista, de la tendencia anarcocomunista.
Al fallecer Alfonso XII es nuevamente amnistiado, y vuelve a Cádiz, donde funda el periódico El Socialismo, en el que publica, entre otros, artículos del conocido anarcocomunista Piotr Kropotkin, introduciendo de esta manera el pensamiento anarcocomunista en los ambientes ácratas españoles, todavía apegados en su mayoría al anarcocolectivismo y fomentando el debate interno. Organiza los primeros actos por el Primero de Mayo en Cádiz en 1890, motivo por el que es detenido preventivamente al año siguiente. Estando en la cárcel tiene lugar el Motín Agrario de Jerez de la Frontera de 1892 en el que es implicado por falsos testimonios y por el que es condenado a doce años de prisión. Una nueva amnistía le permite salir de la cárcel en 1899, y marcha de nuevo a Cádiz donde conoce a Pedro Vallina y de donde pronto partirá hacia Madrid. Allí colaborará con la Revista Blanca de los libertarios Juan Montseny y Soledad Gustavo y, en general, participará en las actividades anarquistas de la capital. Estará presente y apoyará la huelga general de 1902.
Renuncia a su herencia y a las posesiones familiares, que entrega a los más necesitados, decidiendo llevar una vida lejos de todo lujo material, cercana a la indigencia.
De vuelta a Cádiz, fallece el 28 de septiembre de 1907, tras caer de la tabla que le hacía las veces de cama. Su entierro fue una gran manifestación de duelo popular. Durante el entierro, empezó a llover a cántaros cuando la comitiva pasaba al lado del ayuntamiento. El alcalde ofreció que entrasen en el ayuntamiento diciendo: Esta es su casa. Que no salga de ella hasta que no acabe la lluvia.

## Proyección de Salvochea

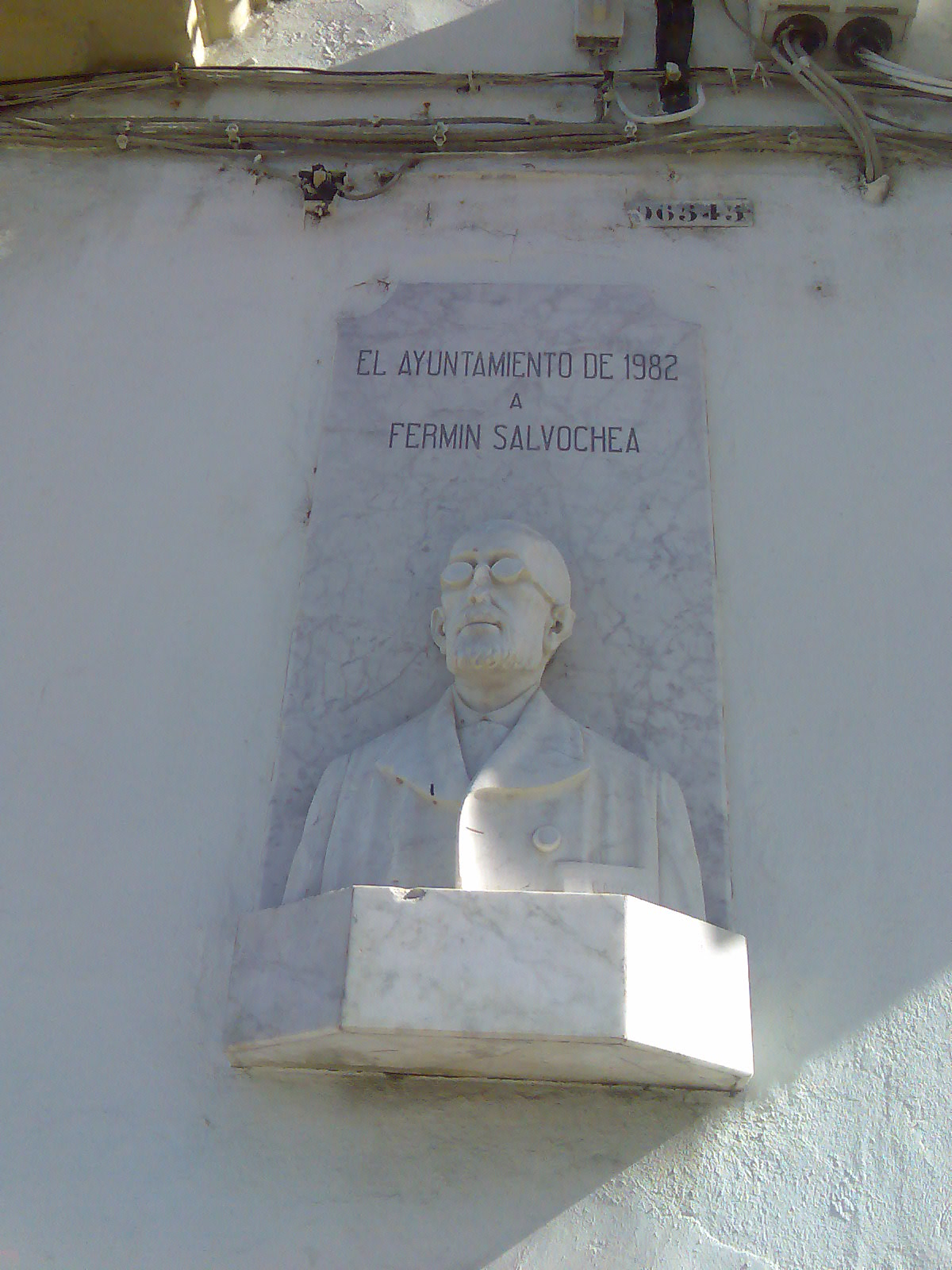
Busto de Fermín Salvochea situado junto al portal número 10 de la plaza de Argüelles, en Cádiz.

El escritor valenciano Vicente Blasco Ibáñez creó un trasunto de Salvochea en su novela La bodega, llamado Fernando Salvatierra. Durante la Segunda República, mientras en Cádiz se discutía la erección de un monumento en su honor, el pueblo de El Campillo, en la provincia de Huelva, cambió su nombre por el del anarquista gaditano. Ya en la guerra civil española, una de las columnas de la CNT que luchó en Aragón contra las tropas sublevadas tomó el nombre del alcalde gaditano. El ayuntamiento democrático de la década de 1980, en Cádiz, le dedicó calle y busto. Su figura sale de manera recurrente y, desde una perspectiva localista, en los Carnavales de la ciudad. En 2017 Rocaeditorial publicó la novela fantástica Los tres muertes de Fermín Salvochea del autor gaditano Jesús Cañadas. Una facción de la hinchada del Cádiz CF se denomina a sí misma "Columna Salvochea". En la actualidad, el Ateneo Libertario de la ciudad, un Colegio de Educación Infantil y Primaria y una asociación de vecinos llevan su nombre. Todavía hay en Cádiz quien deposita flores en su tumba.
Después de las elecciones municipales de 2015, José María González Santos, el alcalde entrante en Cádiz, cambió un retrato del rey emérito Juan Carlos I de su despacho oficial del Ayuntamiento por uno de Salvochea.
Tras su muerte, fue conocido popularmente, en antítesis con el catolicismo dominante, como: "El Santo de la Anarquía".

## Otros datos de interés
Además de las traducciones de varias obras de Kropotkin, escribió algunas obras de teatro menor, entre las que destaca Cada mochuelo a su olivo, que llegó a ser estrenada en Cádiz.